# Boussens (Frankrijk)
Boussens is een gemeente in het Franse departement Haute-Garonne (regio Occitanie). De plaats maakt deel uit van het arrondissement Muret. In de gemeente ligt spoorwegstation Boussens. Boussens telde op 1 januari 2022 1.108 inwoners.

## Geografie
De oppervlakte van Boussens bedroeg op 1 januari 2022 4,33 vierkante kilometer; de bevolkingsdichtheid was toen 255,9 inwoners per km².

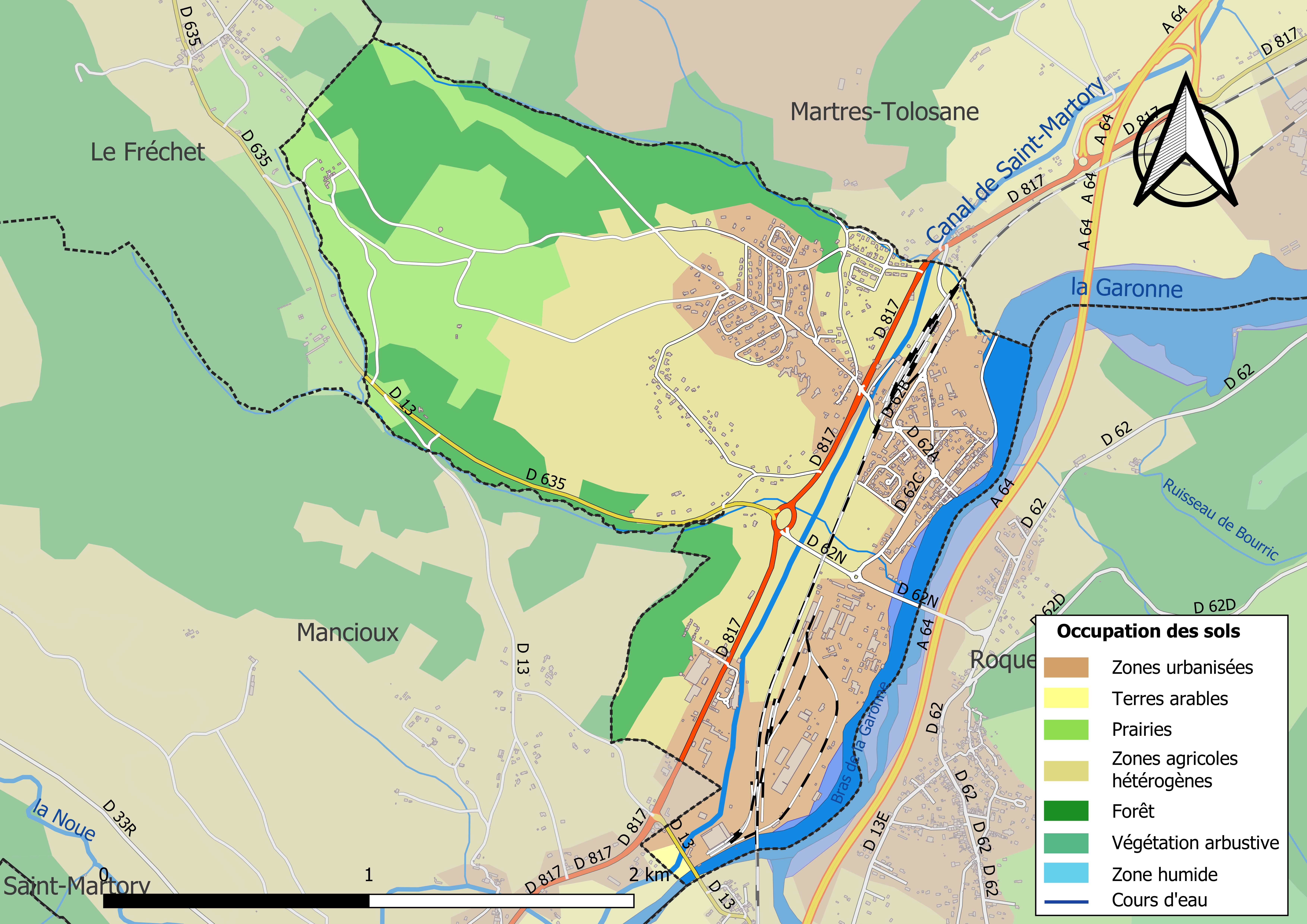
Kaart van de gemeente met belangrijkste infrastructuur, bodemgebruik en omliggende gemeenten

## Demografie
Onderstaande figuur toont het verloop van het inwonertal (bron: INSEE-tellingen).